# Championnats d'Europe de gymnastique artistique masculine 1975
Navigation
Édition précédente Édition suivante
Le 11e championnat d'Europe de gymnastique artistique masculine s'est déroulé à Berne en 1975.

## Résultats

### Concours général individuel
| Rang               | Gymnaste                  | Total |
| ------------------ | ------------------------- | ----- |
| Médaille d'or      | Nikolay Andrianov (URS)   |       |
| Médaille d'argent  | Eberhard Gienger (FRG)    |       |
| Médaille de bronze | Aleksandr Ditiyatin (URS) |       |

### Finales par engins

#### Sol
| Rang               | Gymnaste                | Total |
| ------------------ | ----------------------- | ----- |
| Médaille d'or      | Nikolay Andrianov (URS) |       |
| Médaille d'or      | Andrzej Zaina (POL)     |       |
| Médaille de bronze | Jirí Tabak (TCH)        |       |

#### Cheval d'arçon
| Rang               | Gymnaste                | Total |
| ------------------ | ----------------------- | ----- |
| Médaille d'or      | Zoltan Magyar (HUN)     |       |
| Médaille d'argent  | Nikolay Andrianov (URS) |       |
| Médaille de bronze | Eberhard Gienger (FRG)  |       |

#### Anneaux
| Rang               | Gymnaste                  | Total |
| ------------------ | ------------------------- | ----- |
| Médaille d'or      | Dan Grecu (ROU)           |       |
| Médaille d'argent  | Mihai Bors (ROU)          |       |
| Médaille de bronze | Aleksandr Ditiyatin (URS) |       |

#### Saut
| Rang               | Gymnaste                | Total |
| ------------------ | ----------------------- | ----- |
| Médaille d'or      | Nikolay Andrianov (URS) |       |
| Médaille d'argent  | Andrzej Szajna (POL)    |       |
| Médaille de bronze | Jirí Tabak (TCH)        |       |

#### Barres parallèles
| Rang               | Gymnaste                  | Total |
| ------------------ | ------------------------- | ----- |
| Médaille d'or      | Nikolay Andrianov (URS)   |       |
| Médaille d'argent  | Aleksandr Ditiyatin (URS) |       |
| Médaille de bronze | Viktor Klimenko (URS)     |       |

#### Barre fixe
| Rang               | Gymnaste                | Total |
| ------------------ | ----------------------- | ----- |
| Médaille d'or      | Nikolay Andrianov (URS) |       |
| Médaille d'or      | Eberhard Gienger (FRG)  |       |
| Médaille de bronze | Andrzej Szajna (POL)    |       |

## Tableau des médailles
| 1 | {{country data {{{1}}} | Pays/callback | name = | variant= | size= }} | ? | ? | ? | ? |
| 2 | {{country data {{{1}}} | Pays/callback | name = | variant= | size= }} | ? | ? | ? | ? |
| 3 | {{country data {{{1}}} | Pays/callback | name = | variant= | size= }} | ? | ? | ? | ? |
| 4 | {{country data {{{1}}} | Pays/callback | name = | variant= | size= }} | ? | ? | ? | ? |
| 5 | {{country data {{{1}}} | Pays/callback | name = | variant= | size= }} | ? | ? | ? | ? |
| 6 | {{country data {{{1}}} | Pays/callback | name = | variant= | size= }} | ? | ? | ? | ? |
| 7 | {{country data {{{1}}} | Pays/callback | name = | variant= | size= }} | ? | ? | ? | ? |
| 8 | {{country data {{{1}}} | Pays/callback | name = | variant= | size= }} | ? | ? | ? | ? |